# Ai Ueda
Ai Ueda –en japonès, 上田藍, Ueda Ai– (Kyoto, 26 d'octubre de 1983) és una esportista japonesa que competeix en triatló.
Va guanyar la medalla de bronze en el Campionat Mundial de Triatló de 2016.
Va participar en dos Jocs Olímpics d'Estiu, ocupant el 17è lloc a Pequín 2008 i el 39è lloc en Londres 2012.

## Palmarès internacional
| Campionat del món | Campionat del món | Campionat del món | Campionat del món |
| Any               | Lloc              | Medalla           | Prova             |
| ----------------- | ----------------- | ----------------- | ----------------- |
| 2016              | Cozumel ( Mèxic)  | 3                 | Individual        |